# Juanita
Juanita é um filme musical francês dirigido por Pierre Caron e protagonizado por Mireille Perrey, Alfred Rode e André Berley. Foi refeito na Grã-Bretanha em 1935, intitulado Gypsy Melody, dirigido por Edmond T. Gréville e estrelado por Lupe Vélez e Alfred Rode.

## Elenco parcial
- Mireille Perrey como Juanita
- Alfred Rode como Alex Bratlesco
- André Berley como o rei
- Alice Tisson como a rainha
- Milly Mathis como Giuliana
- Albert Duvaleix como coronel Bratlesco
- Nane Germon como Elaine Georgesco